# Такси до туалета
«Такси до туалета» (нем. Taxi zum Klo) — автобиографический фильм западногерманского режиссёра Франка Риппло (нем. Frank Ripploh) о буднях берлинского школьного учителя — гея.

## Сюжет
Фильм описывает историю любви двух мужчин, произошедшую в конце 1970-х годов ещё до появления массовой эпидемии СПИДа. Франк — школьный учитель, Бернд работает в кинотеатре. Бернд предпочитает тихую и спокойную жизнь и мечтает стать фермером. Франк, напротив, любит приключения и пытается как можно больше попробовать в жизни. И несмотря на то, что эти совершенно непохожие друг на друга мужчины живут и спят вместе, они проживают две параллельные жизни.
Франк постоянно находится в движении. Он постоянно ищет себе новых любовников, пытаясь перебрать как бы из любопытства все возможные типы мужчин. Блондины, брюнеты, качки, стройные, БДСМ-любители… Своих любовников Франк находит в гей-саунах, гей-барах, туалетах, да и повсюду, где только можно. Он спал даже с работником ближайшей автозаправки.
Бернд готов на всё, чтобы добиться верности Франка. Он готовит для него, стирает его вещи, пытается ублажить его в постели или, наоборот долгое время не допускает к себе. Но ничего не помогает. Похоже, их путям суждено навсегда разойтись…

## В ролях
- Франк Риппло
- Бернд Броадеруп
- Орфа Термин
- Петер Фарни
- Дитер Годде
- Клаус Шнее
- Бернд Крогер
- Маркус Войтландер
- Имград Ладемахер
- Грегор Беккер
- Маргерит Дюпо
- Эберхард Фройденталь
- Беате Шпрингер
- Милли Бюттнер
- Гитта Ледерер

и другие.

## Награды и премии
- 1981: Max-Ophüls-Preis на кинофестивале Макса Офюльса.
- 1982: Boston Society of Film Critics Award как «Лучший фильм на иностранном языке».